# صوفيا سامودلكينا
صوفيا فلاديميروفنا سامودلكينا (الروسية:Софья Владимировна Самоделкина ، ولدت في 18 فبراير 2007) هي لاعبة تزلج على الجليد روسية حصلت على الميدالية الفضية في 2021 سباق الجائزة الكبرى للناشئين في سلوفينيا ، وحصلت على الميدالية البرونزية في سباق الجائزة الكبرى للناشئين في روسيا 2021 و تحدي دينيس تن التذكاري 2021.